# نسرين زيجه
نسرين زيجه (الألمانية:Nasrin Siege) (ولدت في عام 1950 في طهران بإيران) هي مؤلفة كتب أطفال وجامعة للأساطير الإفريقية، تعمل في مجال المساعدات التنموية وتعيش في أفريقيا.

## حياتها
قدمت الإيرانية المولد في سن التاسعة إلى ألمانيا. ونشأت في هامبورغ وفلينسبورج. درست علم النفس والتربية في كيل ثم عملت معالجة نفسية للمدمنين. شاركت في تأسيس اتحاد «العون لإفريقيا» Hilfe für Afrika وتعمل في مجال مساعدات التنمية مع زوجها منذ عام 1983.
كتبت زيجه كتبا للأطفال وجمعت أساطير إفريقية، كما أنها كتبت عديد من المقالات في الأنتولوجيات وفي الكتب السنوية وفي مجلة الأطفال «الكلب المتعدد الألوان» Der Bunte Hund. حصلت في عام 2006 على جائزة تو وينجز Two Wings Award في مجال المساعدات التنموية.

## من أعمالها
- زمبو فتاة النهر 1990
- كالولو وخرافات إفريقية أخرى 1993
- كالنهر في قريتي 1994
- يوم قوس قزح 1995
- شيرين (رواية 1996)
- يوما..طفل شوارع من تنزانيا 1998

## روابط إضافية
موقع الكاتبة